# Rosa Catrileo
Rosa Catrileo Arias (Ayllan Marillan, Temuco, 1981) es una abogada chilena mestiza de la etnia mapuche, defensora de los derechos humanos y política chilena, especialmente los vínculados a los derechos indígenas y el derecho al territorio,. En mayo de 2021 fue elegida como una de las representantes del pueblo mapuche en la Convención Constitucional de Chile

## Biografía
Rosa Catrileo nació en la comunidad Ayllan Marillan del sector Tromen Huichucon de la comuna de Temuco, Región de La Araucanía, siendo hija de Eliseo Catrileo Mariqueo y de Rosa Marina Arias de la Fuente. Terminó su educación media en el Liceo Juan Schleyer, en la comuna de Freire, Región de La Araucanía, en 1999.
Luego, estudió Derecho en la Universidad Católica de Temuco, titulándose en abril de 2011. Posteriormente, realizó un diplomado en Derechos Humanos y Pueblos Indígenas del Observatorio Ciudadano en la Universidad Católica de Temuco, y un Magíster en Derecho de la Universidad de Chile. Ha sido becaria de la Fundación Ford de 2011 a 2021.

## Carrera política
En las elecciones de constituyentes realizada en Chile el 15 y 16 de mayo de 2021, Catrileo obtuvo el 4,78% de los sufragios, dentro de los votos del pueblo mapuche, detrás de Francisca Linconao con 7,15%, Elisa Loncón con un 5,37%, Adolfo Millabur con un 5,63% y Natividad Llanquileo con un 6,0% de los votos. De esta forma, es una de los 7 representantes mapuches que tiene la Convención Constitucional.
Dentro de dicho organismo, Catrileo integró la comisión transitoria de Reglamento. Tras la aprobación del reglamento de la Convención, en octubre de 2021, se incorporó a la comisión temática de Sistema Político, Gobierno, Poder Legislativo y Sistema Electoral; fue elegida coordinadora de aquella instancia junto a Ricardo Montero.
Entre 2022 y 2024, se desempeñó en la Unidad de Coordinación de Asuntos Indígenas del Ministerio de Desarrollo Social y Familia.